# Stixi AG
Die Stixi AG war ein saarländischer Backwarenhersteller mit Sitz in Ensdorf, welches unter den Markennamen STIXI, SUM, Wurzener und XOX salzige und süße Snacks hergestellt und vermarktet hat.

## Unternehmensgeschichte
Das Unternehmen wurde 1886 von Peter Baustert in Püttlingen gegründet. 1979 wurde das Unternehmen in die Back-Häusl Nährmittel GmbH eingebracht, und danach in Artur Baustert GmbH umfirmiert. 1987 kam es zur Umwandlung in eine Aktiengesellschaft und erneuten Umfirmierung zur Stixi AG. Seit 1987 wurden Aktien der Stixi AG an der Deutschen Börse gehandelt. 1996 wurden die Produktionsanlagen in den Werken Ensdorf und Limburg geschlossen, und das Unternehmen konzentrierte sich auf Verkauf und Logistik haltbarer Feinbackwaren und Snacks.
1998 war die KG Adolf Vogeley bereits Mehrheitsaktionär der Stixi AG, und nahm diese dann im Oktober 1998 nach einem freiwilligen Übernahmeangebot an die Minderheitsaktionäre von der Börse. Danach wurde das Unternehmen in die Vogeley Lebensmittelwerk GmbH umgewandelt. Das Delisting wurde mit dem „ruinösen Wettbewerb“ in der Branche Snacks und Feinbackwaren begründet. Das Unternehmen sollte nun als Immobiliengesellschaft neu ausgerichtet werden, wobei Grundbesitz der alten Stixi AG in Ensdorf und Limburg eingebracht wurde. Im Dezember 2001 wurde die bei der Übernahme an die Minderheitsaktionäre gezahlte Barabfindung im Spruchstellenverfahren am Landgericht Hannover nachträglich verdreifacht.
Im Herbst 2010 fanden sich wieder Salzstangen unter dem Label „Stixi“ in den Läden, allerdings nun als neue Vertriebslinie der Intersnack Knabber-Gebäck aus Köln unter der Dachmarke funny-frisch.

## Trivia
Ebenso wie andere Produkte des Alltags, erlangte die Firma Stixi auch einen Einzug in den (zumindest saarländischen) Sprachgebrauch. Hier sagt man zu Salzstangen meist „Stixi“.